# سان سالوادور (اسکادران گویپوزکان)
سان سالوادور (اسکادران گویپوزکان) (به انگلیسی: San Salvador (Guipúzcoan squadron)) یک گالئون اسپانیایی در ناوگان اسپانیایی آرمادا بود که در اولین برخورد ناوگان آرمادا با نیروی دریایی پادشاهی بریتانیا در سال ۱۵۸۸ آسیب دید و به تصرف نیروهای انگلیسی درآمد. سان‌سالوادور بعداً در همان سال در کانال مانش غرق شد.